# TRAM réseau art contemporain Paris / Île-de-France
Pour les articles homonymes, voir Tram.

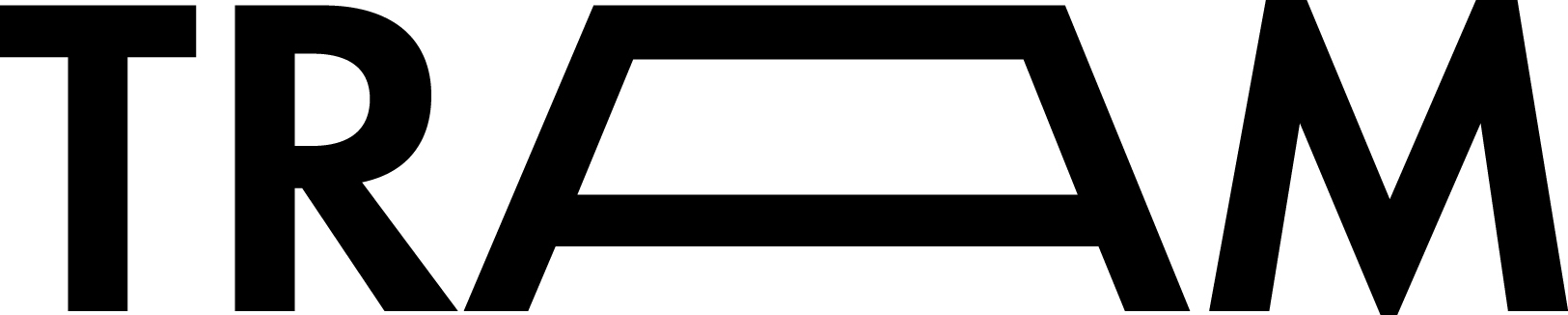
Logo de l'association TRAM conçu par les graphistes de l'Atelier Müesli (Mytil Ducomet et Léa Chapon) en 2012

TRAM Réseau art contemporain Paris / Île-de-France est une association, créée en 1981, regroupant des lieux engagés dans la production et la diffusion de l’art contemporain en Île-de-France.
Au nombre de 34 en 2023, ces lieux mènent ensemble des actions complémentaires de production, de diffusion, de collection, d’enseignement, de médiation, d’édition, de pratiques amateurs. 
Le réseau TRAM est actuellement co-présidé par Aude Cartier, directrice de la maison des arts la supérette - centre d’art contemporain de Malakoff et Stéphanie Chazalon, directrice de l'Institut des Cultures d'Islam depuis le 09 novembre 2022. 
| Cadre           |                         |
| Forme juridique | Association loi de 1901 |
| Fondation       |                         |
| Fondation       | 1981                    |
| Identité        |                         |
| Siège           | Paris , 19ème arr.      |
| Site web        | TRAM                    |

## Membres
En 2023, le réseau TRAM regroupe 34 membres franciliens :
- Abbaye de Maubuisson, Saint-Ouen-l'Aumône (Val-d'Oise)
- Beaux-Arts de Paris, 6e arrondissement (Paris)
- Bétonsalon Centre d'art et de recherche, 13e arrondissement (Paris)
- CAC Brétigny, Brétigny-sur-Orge (Essonne)
- Centre d'art contemporain d'Alfortville - La Traverse, Alfortville (Val-de-Marne)
- Centre d'art contemporain de la Ferme du Buisson, Noisiel (Seine-et-Marne)
- Centre d'art contemporain d'Ivry - le Crédac, Ivry-sur-Seine (Val-de-Marne)
- Centre d’art Ygrec - ENSAPC, Aubervilliers (Seine-Saint-Denis)
- Centre Photographique d'Île-de-France (CPIF), Pontault-Combault (Seine-et-Marne)
- Centre Wallonie-Bruxelles│Paris, 4e arrondissement (Paris)
- Cité internationale des arts 4e arrondissement (Paris)
- École et Espace d'art contemporain Camille Lambert, Juvisy-sur-Orge (Essonne)
- École municipale des beaux-arts / galerie Édouard-Manet, Gennevilliers (Hauts-de-Seine)
- Frac Île-de-France - Le Plateau, 19e arrondissement (Paris)
- Frac Île-de-France - Les Réserves, Romainville (Seine-Saint-Denis)
- Galerie municipale Jean-Collet, Vitry-sur-Seine, (Seine-et-Marne)
- Immanence, 15e arrondissement
- Institut des Cultures d’Islam, 18e arrondissement (Paris)
- Jeu de Paume, 8e arrondissement (Paris)
- La Crypte d'Orsay, Orsay (Essonne)
- La Galerie, centre d'art contemporain, Noisy-le-Sec (Seine-Saint-Denis)
- La Graineterie, centre d'art de la ville de Houilles, Houilles (Yvelines)
- La Maréchalerie, centre d'art contemporain de l'ÉNSA-V, Versailles (Yvelines)
- La Terrasse espace d'art de Nanterre (galerie Villa des Tourelles de 2004 à 2013) , Nanterre (Hauts-de-Seine)
- Le BAL, 18e arrondissement (Paris)
- Le Cyclop de Jean-Tinguely, Milly-la-Forêt (Yvelines)
- Le Houloc, Aubervilliers (Seine-Saint-Denis)
- Les Laboratoires d'Aubervilliers, Aubervilliers (Seine-Saint-Denis)
- MABA, Nogent-sur-Marne (Val-de-Marne)
- MAC VAL - Musée d'art contemporain du Val-de-Marne, Vitry-sur-Seine (Val-de-Marne)
- Maison des arts - la supérette - centre d'art contemporain de Malakoff, Malakoff (Hauts-de-Seine)
- Maison populaire, Montreuil (Seine-Saint-Denis)
- Musée d'Art Moderne de Paris, 16e arrondissement (Paris)
- Palais de Tokyo,  16e arrondissement (Paris)

## Historique
À l’origine, TRAM s’appelait I.A.P.I.F (Information Arts Plastiques en Île-de-France). L’association Iapif est née en décembre 1981 à l’initiative de Thierry Sigg et Jacques Guillot, tous les deux responsables des arts plastiques à Ivry et Villeparisis et d’espaces d’exposition, sept structures toutes situées en dehors du périphérique parisien se regroupent alors pour former les prémices du réseau.
Cette association a été créée autour de l’idée de production de manifestations communes et de promotion de l’art contemporain auprès du plus grand nombre.
De nombreux autres lieux ont depuis adhéré : ils ont tous en commun de participer à la production et la diffusion de l’art contemporain.
En 2005, I.A.P.I.F devient TRAM (Transmission, Région, Art, Médiation) Réseau art contemporain Paris / Île-de-France.
Liste de presidents :
- 1981 - 1983 : Jacques Guillot
- 1983 - 1997 : Thierry Sigg
- 1997 - 1999 : Madeleine Van Doren
- 1999 - 2001 : Sylvie Boulanger
- 2001 - 2004 : Sylvain Lizon
- 2004 - 2005 : Hélène Chouteau
- 2005 - 2008 : Caroline Bourgeois
- 2008 - 2009 : Yvane Chapuis et Caroline Coll-Seror
- 2009 - 2011 : Lionel Balouin et Caroline Coll-Seror
- 2011 - 2012 : Lionel Balouin et Aude Cartier
- 2012 - 2015 : Aude Cartier et Éric Dégoutte
- 2015 - 2020 : Aude Cartier
- 2020 - 2022 : Marc Bembekoff, Aude Cartier et Madeleine Mathé
- 2022 - (mandat en cours) : Aude Cartier et Stéphanie Chazalon

## Missions
Assurer la promotion de l’art contemporain et favoriser l’accès du plus grand nombre à la création plastique de notre époque, tels sont les objectifs que s’est fixé le réseau TRAM. Les dialogues entre les différents publics, professionnels et amateurs sont valorisés au travers des actions communes à l’ensemble des lieux du réseau.

### TaxiTram et RandoTram
Pour valoriser la promotion de l’art contemporain au début des années 2000 ont été mis en place les TaxiTram qui proposent, en moyenne un samedi par mois, un voyage vers une sélection de deux ou trois lieux du réseau pour partir à la découverte de la création contemporaine en Île-de-France et vivre des moments privilégiés, en compagnie des artistes, des commissaires d’expositions ou des équipes.
Les RandoTram sont des promenades à pied, en petit comité, urbaines ou péri-urbaines, pour relier deux des membres du réseau. Chaque balade est ainsi l’occasion de visiter les lieux et les expositions de façon privilégiée tout en étant attentif aux différents aspects (patrimoniaux, sociologiques, paysagers, …) des territoires qui les accueillent.

### Communication
Le programme TRAM, conçu par les graphistes de l’atelier Müesli, publié 2 fois dans l’année, présente la programmation des 33 structures membres. Chaque lieu y présente sur deux pages sa programmation (vernissages, expositions, évènements) associée à des informations pratiques et des plans d’accès. Un édito ainsi que les dates et le programme des TaxiTram de la période viennent compléter les informations sur la vie du réseau. Ce programme est diffusé dans plus de 250 points en région Île-de-France de manière à toucher un public diversifié : les lieux d’expositions privés et publics, les établissements scolaires, les centres culturels, les théâtres, les médiathèques, les offices de tourisme, etc.
La newsletter de TRAM permet de présenter l’actualité du réseau à ses abonnés, membres du réseau, habitués et curieux, de façon interactive et en lien avec le site Internet.

### Réseau professionnel
TRAM est une ressource pour les arts visuels sur le territoire francilien. Le réseau travaille également sur des problématiques structurelles en fédérant ses différents membres autour de questions professionnelles. L’expertise et les compétences développées par ses membres, sont partagées avec d’autres acteurs de la culture sur le territoire francilien (artistes, service culturel des collectivités, élus, directeurs des affaires culturelles, agence régionale, etc.) dans le cadre de journées d’information professionnelle notamment.
Le réseau TRAM a orchestré la Phase 01 et 02 du SODAVI (Schéma d'Orientation pour le Développement des Arts Visuels) Île-de-France. Démarche de concertation et de co-construction des politiques publiques, le SODAVI repose sur une méthodologie en deux étapes. Dans un premier temps, il s’est appuie sur l’établissement d’un état des lieux et d’un diagnostic des arts visuels pour le territoire francilien (Phase 01) ; dans un second temps une phase de concertation a été ouverte à l’ensemble des acteurs en Île-de-France (Phase 02).
En juillet 2020, les structures adhérentes de TRAM se sont mobilisées pour soutenir la création contemporaine. Dans un monde plus incertain que jamais, le réseau a lancé un projet consistant à inviter des artistes et des auteur·e·s à produire une pièce autour de la notion d'« après ». 30 structures pour 30 artistes et auteur·e·s qui en toute liberté ont donné leur perception de l’« après » au travers d’images et de textes qui diffusé·e·s pendant tout le mois de juillet sur les sites Internet de chacun des lieux, sur les réseaux sociaux et par voie de presse sur The Art Newspaper.
Le 18 novembre 2022 s'est tenue la journée professionnelle du réseau TRAM : "S’adapter ? Habiter, travailler, accueillir sur un territoire en mutation". Cet événement a rassemblé plus de 200 participants aux Beaux-arts de Paris. Les échanges ont porté sur les mutations du territoire francilien et ce que celles-ci impliquent pour les lieux d’art, les artistes et les publics. 

## Partenariats
Le réseau TRAM fait partie du CIPAC, Fédération des professionnels de l'art contemporain.

## Note
1. ↑  « Les membres », sur TRAM (consulté le 26 avril 2022)
2. ↑  « Infos », sur TRAM (consulté le 24 juillet 2020)
3. ↑  Le SODAVI est une démarche initiée par le ministère de la Culture qui a vocation à consolider la mise en réseau et la coopération des acteurs des arts visuels sur le territoire régional. Elle doit permettre d’établir des préconisations pour le développement et la structuration du secteur et d'accompagner l’adaptation des outils de politiques publiques aux nouvelles réalités des parcours des artistes.
4. ↑  « SODAVI Île-de-France », sur TRAM (consulté le 24 juillet 2020)
5. ↑  « Après Archives », sur TRAM (consulté le 24 juillet 2020)